# دونالد اچ پیترسن
دونالد اچ پیترسن (انگلیسی: Donald Herod Peterson؛ ۲۲ اکتبر ۱۹۳۳ – ۲۷ مه ۲۰۱۸) فضانورد اهل ایالات متحده آمریکا بود که در ۲۲ اکتبر ۱۹۳۳ میلادی در وینونا، میسیسیپی زاده شد. وی در مأموریت اس‌تی‌اس-۶ حضور داشته‌است. پیترسن در ۲۷ مه ۲۰۱۸ درگذشت.